# Rysslands järnvägar

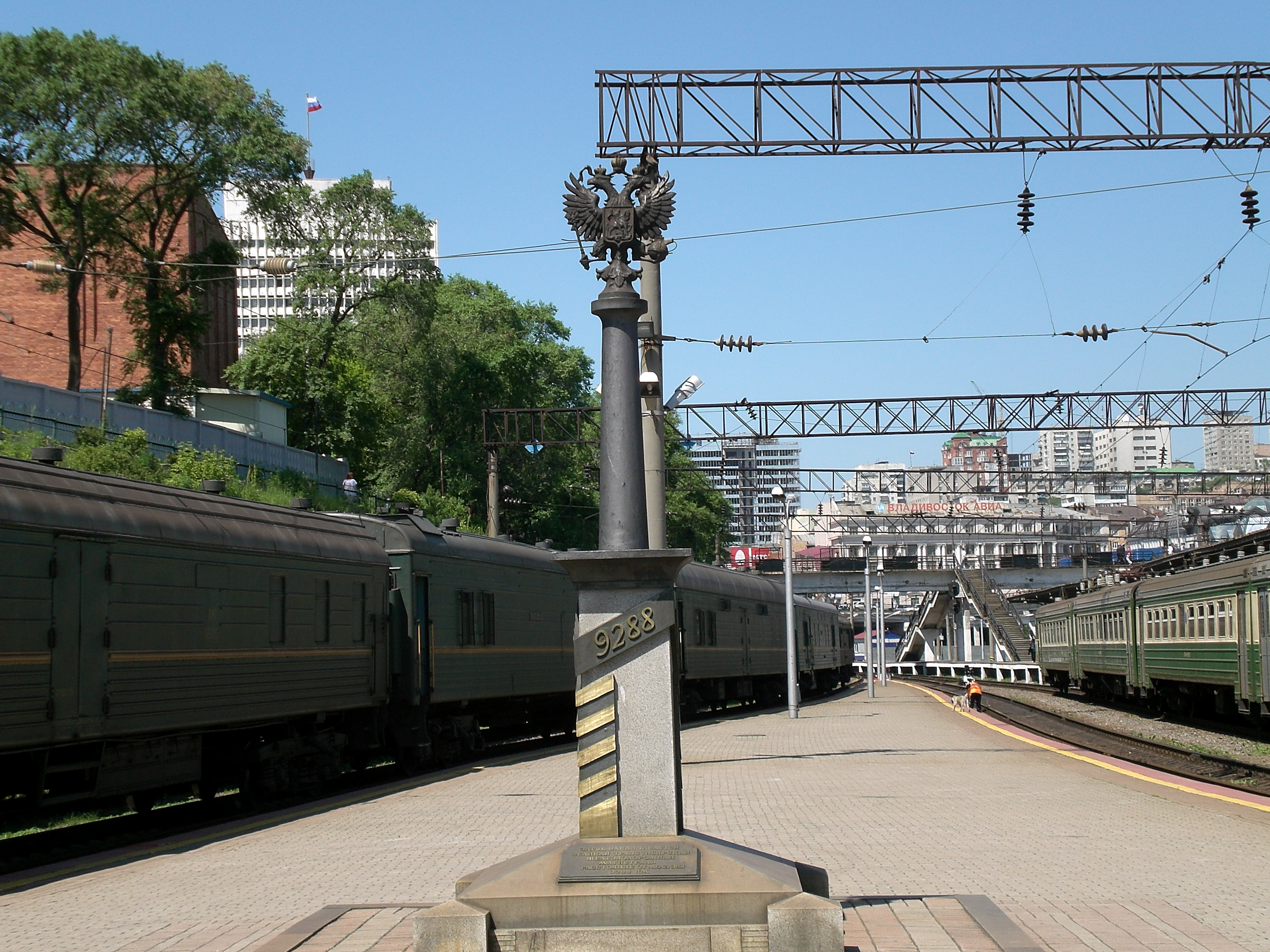
Markeringen för 9 288 kilometer, vid slutet av Transsibiriska järnvägen i Vladivostok.

Rysslands järnvägar (ryska: Российские железные дороги, «РЖД», Rossijskie zjeleznye dorogi, RŽD eller RZjD) är Rysslands statsägda järnvägsbolag.
Bolaget är ett av världens största järnvägsbolag som har 85 500 kilometer spår och 1,2 miljoner anställda. Bolaget har monopol på de ryska järnvägarna. Omkring 1,3 miljarder resor görs sig årligen med järnvägarna, och 1,3 miljarder ton frakt transporteras via järnvägsnätet. Bolaget står därmed för 80 procent av den totala transporten i Ryssland.